# Christopher Gunning

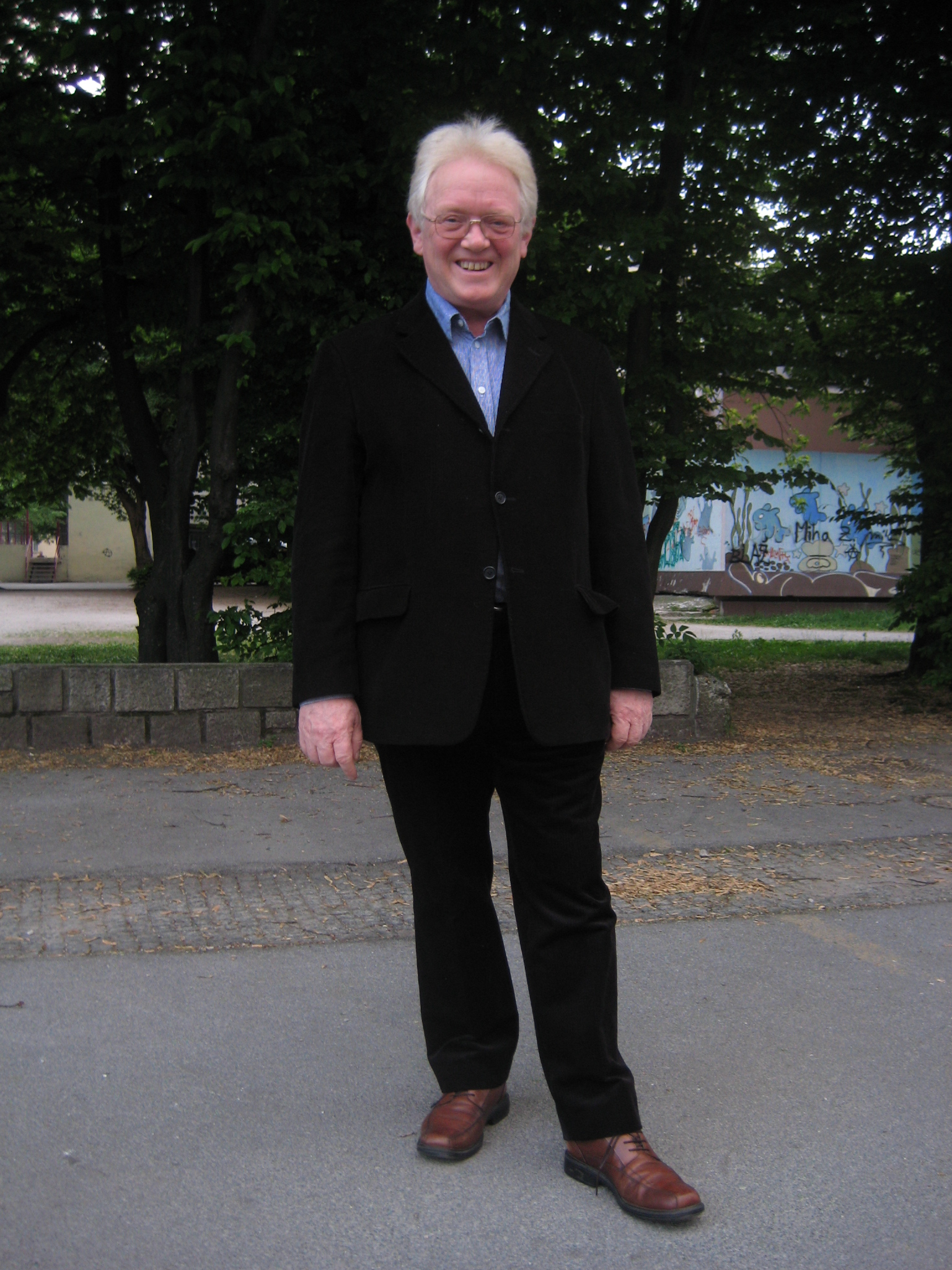
Christopher Gunning in Laibach, Slowenien, 2009

Christopher Gunning, [ˈkrɪsˌtʰəfə ˈɡʌnɪŋ] (* 5. August 1944 in Cheltenham, Gloucestershire, England; † 24. März 2023) war ein britischer Komponist von Orchester- und Kammermusik sowie von Musik für Spiel-, Fernseh- und Dokumentarfilme.

## Leben und Wirken
Christopher Gunning studierte Musikwissenschaft an der Guildhall School of Music and Drama, wo unter anderem Edmund Rubbra und Richard Rodney Bennett zu seinen Tutoren zählten.
Nach dem Studium arbeitete er zunächst als Arrangeur für Mel Tormé, Shirley Bassey, The Hollies, Colin Blunstone und Phil Woods.
Von Gunning stammt das Streicherarrangement in Blunstones Hit Say You Don't Mind aus dem Jahre 1972. 
Gunning komponierte die Musik zu fast allen Poirotverfilmungen mit David Suchet in der Hauptrolle sowie den Soundtrack der drei Staffeln der britischen Fernsehsendung Rosemary & Thyme mit Pamela Ferris und Felicity Kendal in den Hauptrollen.
Neben Kammermusik komponierte er sechs Sinfonien, vier Konzerte für Soloinstrument und Orchester und weitere Orchesterstücke, z. B. ein Konzert für Saxophon und Orchester und The Lobster, die in einigen Konzerthäusern Europas – darunter auch das Londoner Southbank Centre – aufgeführt wurden. Das Saxophonkonzert wurde von John Harle und der Academy of St. Martin in the Fields eingespielt und von Sanctuary Classics veröffentlicht. The Lobster erschien bei dem britischen Plattenlabel Meridian Records, ein Klavierkonzert, die Sinfonie Nr. 1 und der Sturm (im Original: Storm) werden von den Albany Records vertrieben.
Weitere Orchesterwerke sind Konzerte für Oboe und Klarinette und die zusammen mit dem Konzert für Oboe und Streichorchester unter dem Label Chandos Records veröffentlichte 3. und 4. Sinfonie, die das Royal Philharmonic Orchestra einspielte.
Die 5. Sinfonie wurde unter seiner musikalischen Leitung vom Royal Philharmonic Orchestra aufgenommen.
Gunning hat vier Töchter. Eine seiner Töchter ist professionelle Oboistin.

## Auszeichnungen
Gunnings Kompositionen für Film und Fernsehen wurden mehrfach ausgezeichnet. 2008 erhielt er die BAFTA-Auszeichnung für die beste Filmmusik des Films La vie en rose, drei weitere Auszeichnungen für den Soundtrack der Fernsehsendungen Agatha Christie's Poirot und Porterhouse Blue und die Verfilmung des Romans Middlemarch.
Zu seinen Auszeichnungen zählen drei Ivor-Novello-Awards, die er für seine Musik für die Fernsehminiserie Rebecca nach dem gleichnamigen Roman von Daphne du Maurier, den Thriller Unter Verdacht und das Filmdrama Verborgenes Feuer erhielt.
Gunnings Soundtracks für die britischen Verfilmungen und BBC-Dokumentationen The Big Battalions, Wild Africa, Cold Lazarus und When the Whales Came wurden für weitere BAFTA-Auszeichnungen und Ivor-Novello-Awards nominiert. Seine Musik für die Martiniwerbekampagne, die dreißig Jahre lang rund um die Welt zu hören war, wurde mit drei Clio-Awards ausgezeichnet.
In Anerkennung von Gunnings Beitrag zur Musik erhielt er am 19. Oktober 2011 den Gold Badge Award der British Academy of Songwriters, Composers and Authors (BASCA).

## Filmografie (Auswahl)
- 1970: Goodbye Gemini
- 1971: Hände voller Blut (Hands of the Ripper)
- 1974: Intimate Strangers
- 1975: In Celebration
- 1977: Rogue Male – Einzelgänger, männlich (Rogue Male)
- 1977: Three Hostages
- 1979: Running Blind, TV-Miniserie
- 1979: Charlie Muffin
- 1981: Charlie Was A Rich Man,  Fernsehfilm
- 1981: Stay With Me Till Morning
- 1981: Wilfried and Eileen
- 1981: The Day of the Triffids
- 1982: The Brack Report
- 1982: East Lynne
- 1983: Chessgame
- 1985: A Flame to the Phoenix
- 1987: Porterhouse Blue
- 1987: Rebel Angel
- 1987: Knights of God
- 1988: Mr. Majeika
- 1989: Der Fluch der Wale (When the Whales Came)
- 1989–2004: Agatha Christie’s Poirot
- 1991: Unter Verdacht (Under Suspicion)
- 1991: Yorkshire Glory
- 1992: The Big Battalions
- 1993: All or Nothing at All

## Diskografie (Auswahl)
Orchesterwerke, Kammermusik
- Symphony Nr 5 and String Quartet Nr 1.

Royal Philharmonic Orchestra, Leitung Christopher Gunning
The Juno Quartet, Jacqueline Shave, Magnus Johnston, Claire Finnemore und Caroline Dearnely
- Symphony Nr 6 and Nr 7. Royal Philharmonic Orchestra, Leitung Christopher Gunning; Discovery 2013
- Sonata for Pianoforte; Trio for Violin, Cello & Piano. Diana Brekalo, Piano; The London Piano Trio. Discovery Music & Vision

Filmmusik
- The Film and TV Music of Christopher Gunning. BBC Philharmonic Orchestra, Leitung Rumon Gamba; Chandos Movies 2010
- Skylines; Orchard Music Ltd. 2007
- Agatha Christies's Poirot;  Discovery Music & Vision 2012